# Ken Spain
John Kenneth « Ken » Spain, né le 6 octobre 1946 à Houston, au Texas, décédé le 11 octobre 1990 à Houston, est un ancien joueur américain de basket-ball. Il évoluait au poste de pivot.

## Palmarès
- Champion olympique 1968